# トゥ・ザ・パワー・オブ・テン
『トゥ・ザ・パワー・オブ・テン』（To the Power of Ten）は、イギリスのヘヴィメタル・バンド、プレイング・マンティスが1995年に発表した4作目のアルバム。

## 解説
ゲイリー・バーデン（元マイケル・シェンカー・グループ〜ステイトトゥルーパー）が参加した唯一のスタジオ・アルバム。「ボール・オブ・コンフュージョン」はテンプテーションズのカヴァー。
本作に伴うツアーは、ブルース・ビスランドの代役としてクライヴ・バーを迎えたラインナップで行われた。1995年11月11日と12日の川崎クラブチッタ公演の模様は、ライヴ・アルバム『キャプチャード アライヴ・イン・トーキョー・シティ』（1996年発表）としてCD化された。

## 収録曲
1. ドント・ビー・アフレイド・オブ・ザ・ダーク - "Don't Be Afraid of the Dark" - 5:33
2. ブリング・オン・ザ・ナイト - "Bring on the Night" - 4:19
3. ボール・オブ・コンフュージョン - "Ball of Confusion" - 4:57
4. ウェルカム・トゥ・マイ・ハリウッド - "Welcome to My Hollywood" - 6:05
5. アナザー・タイム、アナザー・プレイス - "Another Time, Another Place" - 6:58
6. トゥ・ザ・パワー・オブ・テン - "To the Power of Ten" - 4:36
7. リトル・エンジェル - "Little Angel" - 4:16
8. ヴィクトリー - "Victory" - 6:46
9. オンリー・ザ・チルドレン・クライ - "Only the Children Cry" - 4:28
10. ナイト・アンド・デイ - "Night and Day" - 3:49
11. アングリー・マン - "Angry Man" - 3:56

## 参加ミュージシャン
- ゲイリー・バーデン（英語版） - ボーカル
- ティノ・トロイ - ギター、キーボード、バッキング・ボーカル
- デニス・ストラットン - ギター、バッキング・ボーカル
- クリス・トロイ - ベース、バッキング・ボーカル
- ブルース・ビスランド - ドラムス、パーカッション、バッキング・ボーカル

アディショナル・ミュージシャン
- イアン・ギボンズ - キーボード
- デヴィッド・ブラント - バッキング・ボーカル
- マーク・トンプソン・スミス - バッキング・ボーカル